# Gare de Montreuil-sur-Mer
Pour les articles homonymes, voir Gare de Montreuil (homonymie).
La gare de Montreuil-sur-Mer est une gare ferroviaire française de la ligne de Saint-Pol-sur-Ternoise à Étaples, située sur le territoire de la commune de Montreuil-sur-Mer, dans le département du Pas-de-Calais, en région Hauts-de-France.
C'est une gare de la Société nationale des chemins de fer français (SNCF), desservie par des trains du réseau TER Hauts-de-France.

## Situation ferroviaire
Établie à 8 mètres d'altitude, la gare de Montreuil-sur-Mer est située au point kilométrique (PK) 123,153 de la ligne de Saint-Pol-sur-Ternoise à Étaples, entre les gares ouvertes de Brimeux et d'Étaples - Le Touquet.

## Histoire

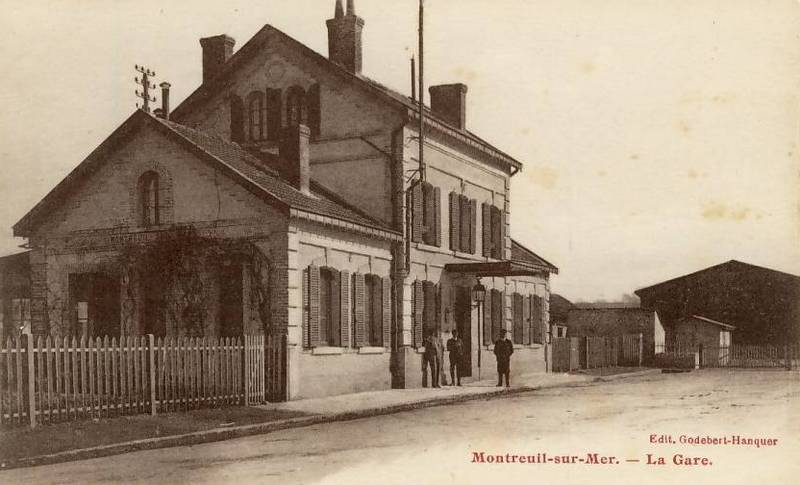
La gare de Montreuil au début du XX, alors commune à la ligne Arras – Étaples et à la ligne de chemin de fer secondaire Aire-sur-la-Lys – Berck-Plage.

## Service des voyageurs

### Accueil
Gare de la SNCF, elle dispose d'un bâtiment voyageurs (avec guichet) ouvert du lundi au vendredi hors jours fériés.

### Desserte
Montreuil est desservie par des trains régionaux du réseau TER Hauts-de-France, qui effectuent des missions entre les gares de Béthune, ou d'Arras, ou de Saint-Pol-sur-Ternoise, et d'Étaples - Le Touquet.

### Intermodalité
Un parc pour les vélos et un parking sont aménagés à ses abords.
La ligne 2 du réseau de la CA2BM dessert la gare. Les lignes 431 et 432 du réseau interurbain Oscar la desservent également.